# Једна мрачна афера
Једна мрачна афера (фр. Une ténébreuse affaire) роман је француског књижевника Онореа де Балзака. Први пут је објављен 1841. Тематски припада сценама из политичког живота у оквиру Људске комедије. Комбиновањем елемената криминалистичког и политичког романа Балзак је написао дело са замршеним заплетом и преокретима о завери аристократкиње и страствене ројалисткиње Лорансе де Сен-Сињ и њеном покушају да омогући повратак прогнаних рођака. Кроз приказ судбине јунака, који припадају различитим друштвеним слојевима, осветљене су окрутности револуционарног терора, сукоб ројалиста и републиканца, уздизање Наполеоновог царства и рестаурација. По мотивима и концепцији ликова роман је близак Шуанима, првој написаној књизи Људске комедије.
Адаптиран је у истоимени телевизијски филм. Књигу је на српски језик превео Милош Јовановић, а сам превод је први пут објављен 1962.